# 吉川重国

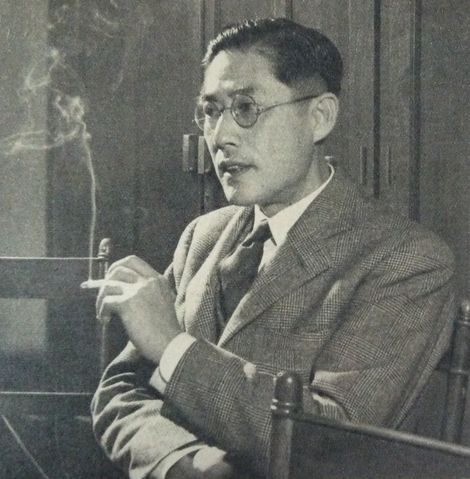
吉川重国（1953年）

吉川 重国（きっかわ しげくに、1903年（明治36年）2月9日 - 1996年（平成8年）3月16日）は、日本の宮内省官僚、華族。岩国藩主吉川家分家の人物。父は吉川重吉、兄に吉川本家の家督を継いだ吉川元光。妻は福井松平家分家の子爵松平慶民の次女、綾子。従四位男爵。

## 生涯
吉川重吉の次男として東京で生まれる。京都帝国大学卒業後の大正5年（1916年）に男爵となった。東洋拓殖に勤務の後、昭和2年(1927年)からヨーロッパへ留学。帰国後、宮内省に入省し、式部官狩猟官となる。昭和16年（1941年）には課長に昇進。
戦後は宮中儀礼の専門家として活動。昭和28年（1953年）のエリザベス2世戴冠式出席の皇太子明仁親王に随行した。昭和34年（1959年）の皇太子明仁親王と正田美智子のご成婚の際は、お妃教育を担当。また、秋篠宮文仁親王の后となった川嶋紀子に宮中儀礼の指導を行ったのも重国である。
平成8年（1996年）死去。墓所は谷中霊園。

## 参考資料
- 吉川重国 『戴冠紀行』 毎日新聞社、1954年。

| 日本の爵位    | 日本の爵位                               | 日本の爵位        |
| ------------- | ---------------------------------------- | ----------------- |
| 先代 吉川重吉 | 男爵 吉川家（分家）第2代 1916年 - 1947年 | 次代 華族制度廃止 |